# Горобець Віктор Миколайович
Ві́ктор Миколайович Горобе́ць (нар. 1 липня 1964, с. Бичева Любарський район Житомирська область) — український історик, дослідник середньовічної та ранньомодерної історії України. Доктор історичних наук (2002), професор (2007). Заслужений діяч науки і техніки України (2008). Завідувач сектору соціальної історії Інституту історії України НАН України. Професор кафедри історії Росії історичного факультету Київського національного університету імені Тараса Шевченка (2001—2013).

## Біографія
Народився в с. Бичева (нині село Житомирського району Житомирської обл.). Упродовж 1979— 83 рр. навчався в Коростишівському педагогічному училищі (нині Коростишівський педагогічний коледж ім. І.Франка), яке закінчив з відзнакою. 1990 закінчив з відзнакою історичний факультет Київського університету (нині Київський національний університет імені Тараса Шевченка). Тоді ж на посаді стажиста-дослідника відділу історії феодалізму розпочав науково-дослідну роботу в Інституті історії АН УРСР (нині Інститут історії України НАН України). З 1992 р. — молодший науковий співробітник, з 1993 р.  — науковий співробітник, з 1997 р. — старший науковий співробітник, з 2002 р. — провідний науковий  співробітник відділу історії України середніх віків і раннього нового часу. 2002 р. виступив ініціатором створення й очолив Центр досліджень проблем соціальної історії Інституту історії України НАН України, реформований 2011 р. в сектор соціальної історії. Один із засновників і відповідальний редактор щорічника «Соціум: альманах соціальної історії» (видається з 2002 р.). Упродовж 1995—97 рр. працював (за сумісництвом) старшим науковим співробітником Національного університету «Києво-Могилянська академія». Викладав курси з політичної та соціальної історії України та Центрально-Східної Європи в Київському національному університеті ім. Т. Шевченка, працюючи в 2001—13  рр. (за сумісництвом) професором кафедри історії Росії. Стажувався та викладав в Ягеллонському (Краків), Люблінському, Жешувському, Гданському, Вроцлавському, Католицькому (Люблін) та Варшавському університетах.
Упродовж 2004—08 рр. — член Експертної ради з історичних наук ВАК України, з 2016 — член Експертної ради з питань проведення експертизи дисертаційних робіт з історичних наук Міністерства освіти і науки України. 2002—14 рр. входив до складу спільної українсько-російської комісії істориків. Член Українського національного комітету з вивчення країн Центральної і Південно-Східної Європи. З 2010 р. — член редколегії «Українського історичного журналу». З 2018 р. — член редколегії «Studia Podlaskie» (видання Інституту історії та політичних наук Білостоцького університету, Польща), з 2020 р. — член редколегії «Roczniki Humanistyczne (Towarzystwo Naukowe KUL Wydział Nauk Humanistycznych Katolickiego Uniwersytetu Lubelskiego Jana Pawła II)». Був відповідальним редактором видань: «Повсякдення ранньомодерної України: історичні студії в 2-х томах», «Дві Русі», «Війни і мир», «Україна: хронологія розвитку, т. 4: На порозі Нового часу (від Люблінської унії до кінця XVIII ст.)» тощо. 
Коло наукових інтересів охоплює проблеми політичної і соціальної історії середньовічної та ранньомодерної України та Центрально-Східної Європи, міжнародних відносин. 1993 р. захистив канд. дисертацію «Малоросійська колегія та реформи державного устрою України: 1722—1727 рр.» (науковий керівник — академік НАН України Валерій Смолій), 2002 р. — докторську дисертацію «Проблема легітимації еліти козацької України в зовнішньополітичній діяльності Гетьманату: стосунки з Російською державою та Річчю Посполитою (1654—1665)». Автор понад 600 науких праць, у т. ч. понад 30 індивідуальних і колективних монографій. Активно займається популяризацією історичних знань на радіо, телебаченні, друкованих ЗМІ. 
1997 р. відзначений Стипендією Президента України. Лауреат 4-го Міжнар. конкурсу наук. проєктів Московського міжнародного наукового фонду та фонду Форда (США; 1998), конкурсу наукових проєктів НТШ в Америці (2004) та Нагороди ім. Івана Виговського Варшавського університету (2020). 
Нагороджений почесним званням "Заслужений діяч науки і техніки України" (2008), Грамотою Верховної Ради України (2006), подякою Президії НАН України (2011), Грамотою Київського національного університету ім. Т. Шевченка (2011), Ювілейною почесною грамотою Президії НАН України (2018), Відзнакою НАН України "За підготовку наукової зміни" (2024).

## Праці
Монографії:
1. Від союзу до інкорпорації: українсько-російські відносини другої пол. XVII — першої чверті XVIII ст. [Архівовано 6 червня 2014 у Wayback Machine.] — К.: Інститут історії України НАН України, 1995.
2. Присмерк Гетьманщини: Україна в роки реформ Петра І [Архівовано 7 червня 2014 у Wayback Machine.]. — К.: Інститут історії України НАН України, 1998.
3. Білорусь козацька. Полковник Іван Нечай та українські змагання за Південно-Східну Білорусь (1655—1659). — К.: Інститут історії України НАН України, 1998 [Архівовано 14 липня 2014 у Wayback Machine.]
4. Політичний устрій українських земель другої пол. XVII-XVIII століть: Гетьманщина, Запоріжжя, Слобожанщина, Правобережна Україна (спроба структурно-функціонального аналізу). — К.: Інститут історії України НАН України, 2000
5. Еліта козацької України в пошуках політичної легітимації: стосунки з Москвою та Варшавою, 1654—1655. — К.: Інститут історії України НАН України, 2001 [Архівовано 15 липня 2014 у Wayback Machine.]
6. «Волимо царя східного». Український Гетьманат та російська династія до і після Переяслава. — К.: Критика, 2007. [Архівовано 14 липня 2014 у Wayback Machine.]
7. Влада та соціум Гетьманату. Дослідження політичної і соціальної історії ранньомодерної України [Архівовано 6 червня 2014 у Wayback Machine.]. — К.: Інститут історії України НАН України, 2009.
8. Україна: Люблінська унія та народження нової Вітчизни. К.: Кріон,  2009
9. Україна: від козацької реформи Баторія до здобуття Сагайдачним Кафи (1578—1616). К.: Кріон, 2010
10. Україна: козацькі війни, 1618—1638. К.: Кріон, 2011
11. Україна: десятиліття «золотого» спокою та доба революційного збурення: 1638—1650. К.: Кріон, 2012
12. «Чорна рада» 1663 року: передумови, результати, наслідки. К.: Інститут історії України НАН України, 2013
13. Конфлікт і влада в ранньомодерній Україні: сотник новгород-сіверський проти гетьмана Війська Запорозького, 1715—1722. К.: Інститут історії України НАН України,  2016
14. Гетьман Руїни. Іван Брюховецький та Москва. — Київ: Вид. дім «Києво-Могилянська академія», 2017. — 247 с. [3]
15. Князі і гетьмани усієї Русі: «Через шаблю маєм право»: злети і падіння козацької держави 1648— 1783 років. Х.: Книжковий клуб "КСД", 2016
16. Гетьман Руїни: Іван Брюховецький та Москва. К.: Видавничий дім «Києво-Могилянська академія», 2017
17. Світанок Української держави: люди, соціум, влада, порядки, традиції.  Х.: Книжковий клуб "КСД",  2017
18. Зірки та терени Козацької революції: історія звитяг і поразок.  Х.: Книжковий клуб "КСД", 2017
19. Гетьман Брюховецький: життя у славі, владі та ганьбі. К.: Парламентське видавництво, 2019.
20. Україна та імперія в ранньомодерну добу: чи була Козацька держава failed state? К.: Інститут історії України НАН України,  2023
21. Українські наративи європейської соціокультурної спадщини: традиції та практики самоврядності в Гетьманаті. К.: Інститут історії України НАН України,  2024
22. Під булавою гетьмана. Права і вольності Гетьманщини в умовах імперського підневілля. Київ: ТОВ «Видавництво “КЛІО”», 2024.

Колективні монографії:
1. Українські проекти в Російській імперії // Україна і Росія в історичній ретроспективі. — Т. 1 [Архівовано 6 червня 2014 у Wayback Machine.]. — К.: Наукова думка, 2004 (у співавт.)
2. Історії українського козацтва. Нариси у двох томах. — К.: Видавничий дім «Києво-Могилянська академія», 2006.
3. Політична система для України: історичний досвід і виклики сучасності / О. Г. Аркуша, С. О. Біла, В. Ф. Верстюк та ін.; гол. ред.. В.М.Литвин.— К.: Наукова думка, 2008. (у співавтор.)
4. Україна: хронологія розвитку. — Т.4: На порозі Нового часу (Від Люблінської унії до кінця XVIII ст.) /Керівник авторського колективу В.М.Горобець. — К.: Кріон, 2009. (у співавтор.)
5. Нариси історії державної служби в Україні. — К.: Ніка-Центр, 2008 (у співавтор.)
6. Історія державної служби в Україні. У 5-ти томах / Відп. Редактори Т. В. Мокренко, В. А. Смолій. — Т. 1. — К., 2009.
7. Повсякдення ранньомодерної України (історичні студії), т. 1—2 / Відп. редактор В.Горобець. К.: Інститут історії України НАН України,  2012—13
8. Український Гетьманат: нариси історії національного державотворення XVII—XVIII ст., т. 1—2. К.: Інститут історії України НАН України, 2018
9. Смолій В., Степанков В., Горобець В., Чухліб Т.  Дипломатія Українського Гетьманату в міжнародних політичних комбінаціях Раннього Нового часу (XVII - XVIII ст.). К.: Інститут історії України НАН України, 2022

Підручники і навчальні посібники:
1. Очерки истории Украины / Под общ. ред. В. А. Смолия. — Москва: ОЛМА Медиа Групп, 2008 (в соавторстве)

Наукові статті:
- Ukrayna ve Orta Doğu Avrupa’nın Tarihinde 1654 Pereyaslav Konseyi//UKRAYNA. Editörler  Prof. Dr. İsmail Aydıngün, Dr. Öğr. Üyesi Valeriy Morkva. Ankara: ATATÜRK ARAŞTIRMA MERKEZİ, 2024. Р.  123-160
- Відчитування імперії: ліквідація Гетьманщини як “стратегія інтеграції”//Бюлетень українського товариства з дослідження вісімнадцятого століття. Випуск 2. Університет Альберти (Канада), КІУС, 2024. С.29-38
- Як російські історики відшукали «добру імперію». Ліквідація Гетьманщини у світлі «нової» імперської історіографії (2014—2022 рр.)// Український історичний журнал. 2024. № 1 (574). С. 130—150
- Спадщина Польсько-Литовської держави в соціокультурних процесах Козацького Гетьманату другої половини XVII–XVIIІ ст.// Człowiek tworca historii. T.2. Bialystok: Wydawnictwo E-BIT, 2024. s. 551-575
- Colonel of the Zaporozhian Host: The Right to Free Elections in Light of Cossack Traditions, Prescribed Regulations, and Political Realities  // Eighteenth-Century Ukraine. New Perspectives on Social, Cultural, and Intellectual History. Ed. by Zenon E. Kohut, Volodymyr Sklokin and Frank E. Sysyn. Montreal: McGill-Queen's University Press, 2023. P.219-246
- Виборність старшини як політико-культурна цінність і маркер автономії козацького Гетьманату//Roczniki Humanistyczne. 2022 tom 70, numer/zeszyt 2. S.25-39
- Традиції самоврядності козацької України в контексті інтеграційних практик Російської імперії: новації //ВИВЛIОθИКА: E-Journal of Eighteenth-Century Russian Studies. The University of Illinois Urbana-Champaign Library, in Urbana, Illinois. 2022, Vol.10. P. 38-59.